# Евклид из Мегары
Евкли́д из Мегары, также Эвклид (др.-греч. Ευκλείδης ο Μεγαρεύς; около 450 года до н. э. — между 369 и 366 годами до н. э.) — древнегреческий философ, ученик Сократа, основатель мегарской философской школы.
О жизни Евклида практически ничего неизвестно. Согласно античной традиции был одним из первых учеников Сократа. Во время противостояния Афин и Мегар, с риском для жизни по ночам пробирался в город, чтобы послушать знаменитого философа. Вместе с тем Евклид обозначил наиболее слабое место метода познания своего учителя, раскритиковав способ рассуждения по аналогии. В отличие от Сократа, он использовал метод доведения до абсурда. Евклид положил начало изучению логики высказываний. В своём учении он отстаивал идею о существовании некоего Единого Блага, которое в зависимости от восприятия могут называть Мудростью, Богом, Разумом и т. п.

## Биография

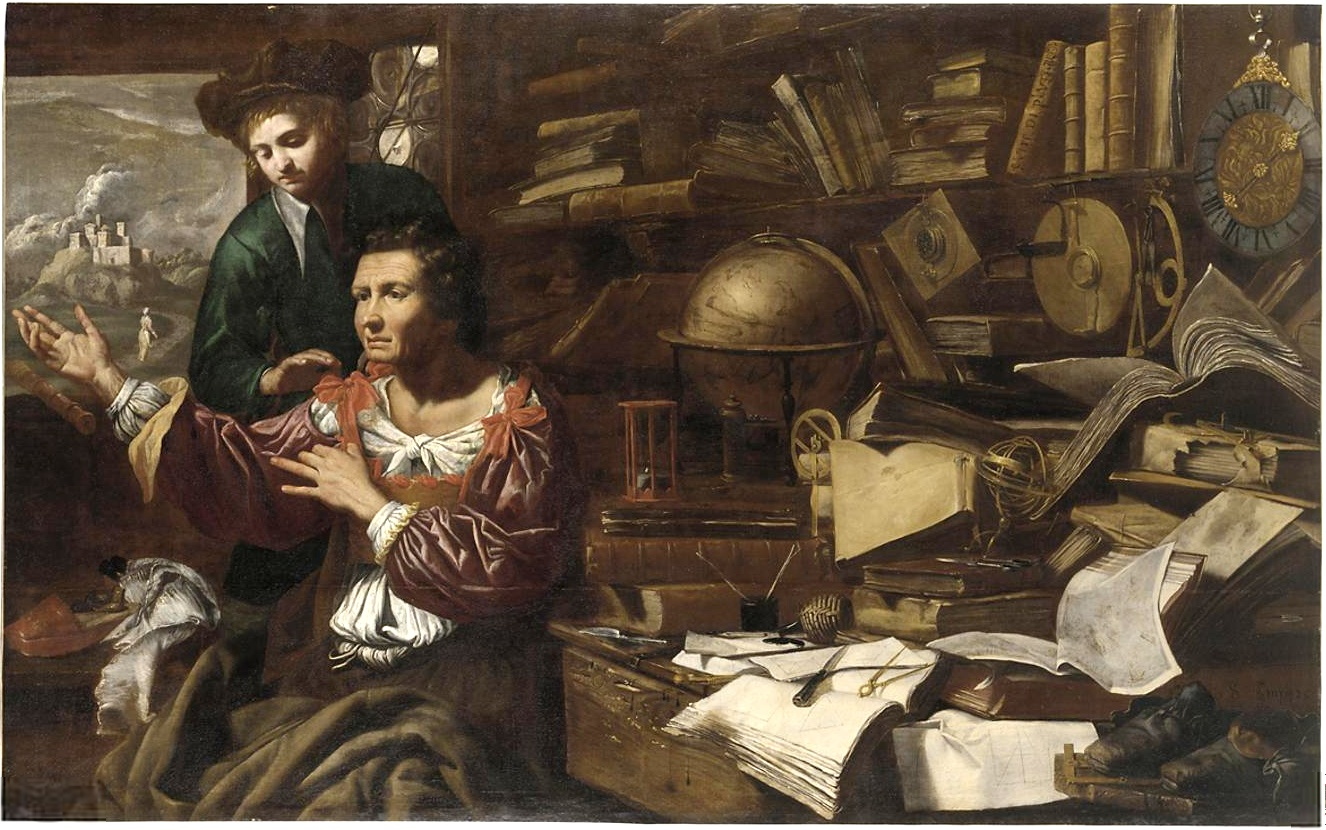
«Евклид переодевается в женское платье, чтобы послушать Сократа в Афинах». Доменико Мароли, 1650-е годы

Биографические данные об Евклиде крайне скудны. Согласно античной традиции он родился в Мегаре — небольшом древнегреческом городе на побережье Саронического залива Коринфского перешейка. Диоген Лаэртский со ссылкой на некоего автора «Преемств» Александра приводит версию о сицилийском происхождении Евклида из Гелы. Косвенно о дате рождения Евклида может свидетельствовать информация из «Аттических ночей» Авла Геллия (около 130—170-х годов). В 432 году до н. э. афиняне приняли т. н. мегарскую псефизму, согласно которой мегарцам под страхом смерти было запрещено посещать Афины. Евклид, «который до этого постановления весьма часто бывал в Афинах и слушал Сократа», был вынужден пробираться в город тайком по вечерам в женском платье. Только так он мог посетить ночные застолья с участием своего учителя. Утром, вновь облачившись в женское платье, Евклид покидал Афины и шёл пешком около 30 км в Мегару. Согласно данной версии на 432 год до н. э. Евклиду было по меньшей мере около 20 лет.
Согласно Диогену Лаэртскому, Евклид достиг успехов в искусстве спора. Сократ, послушав один из разговоров своего ученика, сказал: «С софистами, Евклид, ты сумеешь обойтись, а вот с людьми — навряд ли».
Евклид упомянут в двух диалогах Платона как друг Терпсиона в «Теэтете», и в составе учеников, которые пришли проститься с Сократом перед казнью — в «Федоне».
Согласно позднеантичной традиции после смерти Сократа Евклид на время приютил его учеников, которые опасались репрессий со стороны недоброжелателей своего учителя. После смерти Сократа Евклид создал собственную философскую мегарскую школу. К его ученикам причисляют Ихтия, Евбулида, Клиномаха, Стильпона и Пасикла.
Предположительная дата смерти Евклида — между 369 и 366 годами до н. э. Этот промежуток высчитан на основании двух античных источников. В диалоге «Теэтет», где представлен Евклид, упомянут эпизод одной из войн 369 года до н. э. Диодор Сицилийский в «Исторической библиотеке» при перечислении наиболее знаковых эллинских философов и учёных 366 года до н. э. умалчивает об Евклиде.

## Учение

### Единое Благо
Учение Евклида сочетает идеи философской школы элеатов, в частности Парменида, и Сократа. Для Сократа добродетель едина, её содержание — благо. У элеатов всё сущее — едино. У Евклида эти два утверждения слились. Подобно элеатам и Пармениду Евклид утверждал, что существует некая единая и неизменная сущность, которая познаётся лишь разумом. Она, соответственно разным сторонам её восприятия, имеет название Мудрости, Бога, Разума и т. п. Лишь это единое «Добро» существует в действительности, всё остальное, противоположное ему, имеет временное и преходящие бытие. Монизм Евклида состоял в признании существовании лишь одной добродетели и одного бытия, которые в его философии неотделимы от понятия Бога. Таким образом Евклид придал учению элеатов этический характер философии Сократа.
Бытие для «мегариков» представляет нечто вечное, неделимое, неизменное, неподвижное Благо. В этой концепции они продолжают учение Сократа, который рассматривал вопросы определения «добродетели». Его ответы зачастую были противоречивыми и неясными. Определение «добродетели» практически невозможно с позиции релятивизма. То, что есть благо для одного, будет злом для другого. Евклид вводит понятие Блага-абсолюта. Оно единственное, что существует, всё остальное — видимая иллюзия. Справедливость, мудрость и другие понятия представляют собой разные стороны единого Блага.

### Диалектика
Диалектика Евклида имеет существенные противоречия с методом Сократа. Сократ выводил новые заключения из первоначальных, не вызывающих сомнение, утверждений; переходил от общеизвестного к менее известному. Евклид отрицал способ рассуждения по аналогии. Ведь при таком методе поиска истины выводы происходят из аналогий на сходное, либо на несходное. В случае сходного лучше обращаться к самому предмету, несходного — сама аналогия неуместна и выводы такого сравнения закономерно окажутся ошибочными. Евклид критиковал не исходные утверждения, а выводимые из них заключения. По утверждению Диогена Лаэртского, Евклид строил доказательства апагогически, то есть показывая абсурдность следствия. Таким образом он, будучи учеником Сократа, нашёл наиболее слабый аспект метода познания своего учителя, который предполагал рассуждение по аналогии.
Ни одно, из упомянутых в античных источниках, шести сочинений Евклида (сократические диалоги «Ламприй», «Эсхин», «Феникс», «Критон», «Алкивиад» и «О любви») не сохранилось.
В начале XX века было распространено мнение, что у Евклида и «мегариков» было некое, сходное с теорией идей Платона, учение. Их отождествляли с «друзьями идей», которых Платон раскритиковал в «Софисте». Данная гипотеза не получила должной поддержки и была отвергнута.

## Влияние и память

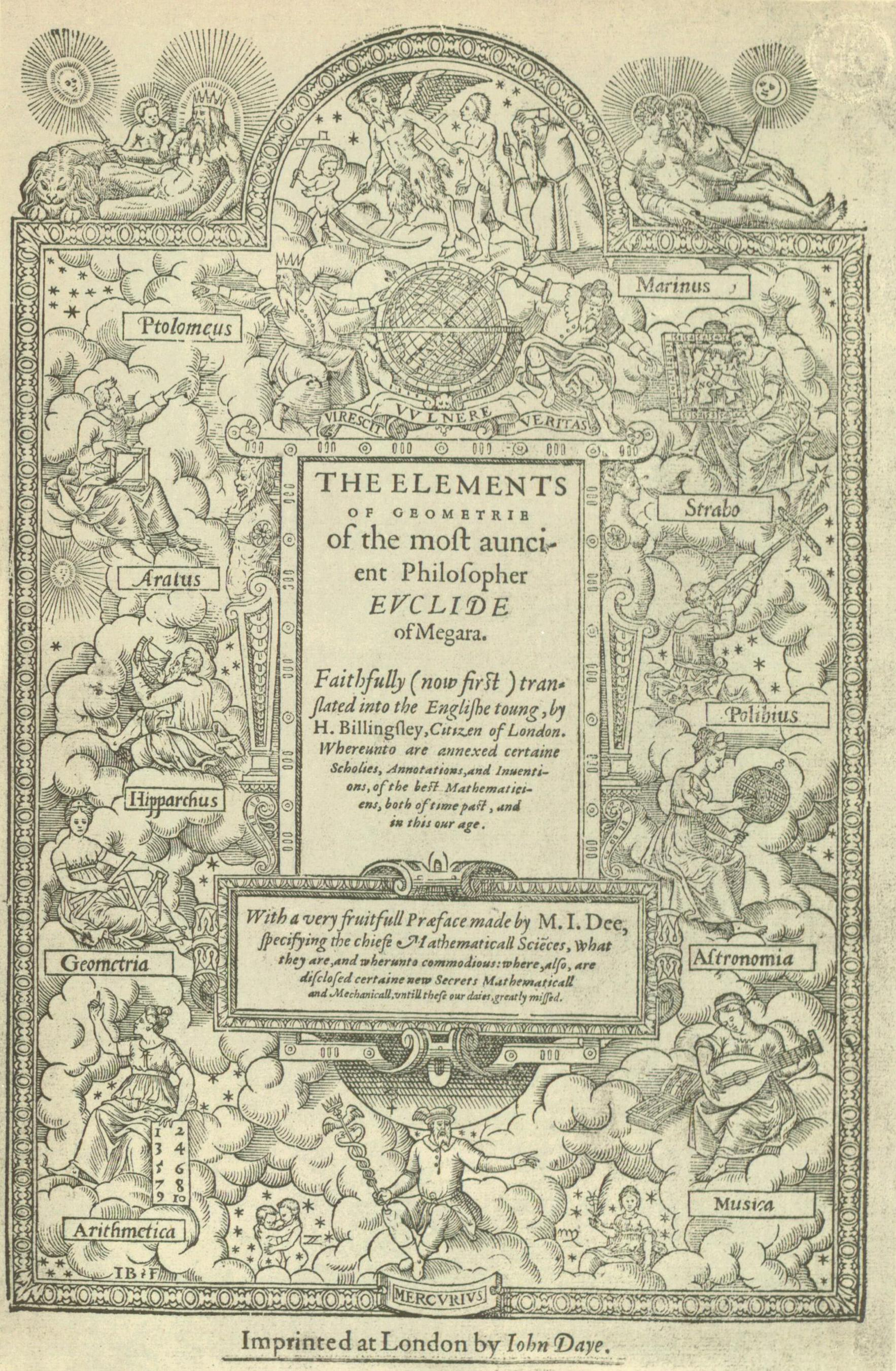
Первое печатное издание «Начал» на английском языке 1570 года «авторства» EVCLIDE of Megara

Учение Евклида, которое сочетало идеи элеатов и Сократа, получило развитие в трудах философов мегарской школы. «Элейскую» сторону разрабатывали Евбулид, Диодором и Алексин, «сократовскую» — Стильпон. Евклид и «мегарики» положили начало изучению логики высказываний. Вклад «мегариков» в историю философии включает опровержения противоположных их учению положений, а также создание нескольких известных софизмов, таких как парадоксы кучи, лжеца и других подобных. Из-за этого их также могут называть «эристиками» и «диалектиками». Софизмы «мегариков» должны были показать несостоятельность логических построений. Последователей Евклида, и соответственно мегарскую школу, раскритиковал Диоген, высказавшись в духе, что у него «не ученики, а желчевики». В данном случае Диоген путём игры слов («школа» — «σχολείο», «желчь» — «χολή») подчеркнул особый азарт и неприятие чужого мнения «мегариками». Одной из целей представителей данной философской школы было доказательство несостоятельности единичных чувственных представлений. В евклидовой предпосылке, что всё — Единое Благо, а то, что мы видим — лишь различные его стороны, нет места для правильных и неправильных мнений. Всё зависит от того, что нужно доказать. В этом мегарская школа является продолжательницей рационалистического подхода софистов, с той разницей, что их цель состояла не в практической выгоде при выступлениях на судах и в Народных собраниях, а в доказательстве ничтожности логических выводов, основанных на предположении о существовании множества различных по сути понятий.
Для древнегреческой философии после смерти Сократа были характерны попытки дополнить и соединить сократическое учение. Его пытаются связать с движениями пифагореизма, достижениями элеатов, Гераклита и других ранних философов-досократиков. Евклид создал школу новоэлеатов. Прежние мотивы стали применять к сократовской философии понятий. Мегарская философская школа через учителей Зенона Китийского Стильпона и Диодора Крона является предшественницей стоицизма.
В XIII—XVI веках Евклид из Мегары считался автором математических «Начал» (около 300 года до н. э.) своего знаменитого тёзки-математика. Первые печатные издания математического труда выходили «под авторством» Евклида из Мегары.